# Oltrona di San Mamette
Oltrona di San Mamette est une commune italienne de la province de Côme dans la région de Lombardie.

## Administration
| Période                                  | Période | Identité | Étiquette | Qualité |
| ---------------------------------------- | ------- | -------- | --------- | ------- |
|                                          |         |          |           |         |
| Les données manquantes sont à compléter. |         |          |           |         |

### Hameaux
Cerc, Gerbo

### Communes limitrophes
Appiano Gentile, Beregazzo con Figliaro, Lurate Caccivio,  Olgiate Comasco